# Layal Abboud
Layal Abboud (ar:ليال عبود laj'ja:l ʕab'bu:d ( odsłuchaj), ur. 15 maja 1982) – libańska piosenkarka.

## Życiorys

### Młodość
Urodziła się w dużej rodzinie w miejscowości Keniseh, w muhafazie Dystrykt Południowy (Liban). Jej ojciec, Mounir i matka, Maryam, mieli trzech synów i sześć sióstr. Była fanką Amra Diaba, egipskiego piosenkarza. W wieku 14 lat podjęła się pracy jako prywatna nauczycielka w szkole podstawowej.
Studiowała literaturę angielską na Uniwersytecie Libańskim, posiada również dyplomy uczelni takich, jak Uniwersytet Arabski w Bejrucie i Amerykański Uniwersytet Nauki i Technologii. Abboud była także przez pewien czas członkinią narodowej policji w Libanie, służąc jako pracownik ochrony w Porcie Lotniczym Bejrut.

### Kariera muzyczna
W 2001 po raz pierwszy wystąpiła publicznie w show o nazwie Studio El Fan, reprezentując Liban Południowy. Kariera muzyczna Abboud rozkwitła na dobre pod koniec 2007 wraz z wydaniem debiutanckiego albumu Fi Shouq (في شوق; pol: Pożądany).
Jej piosenki są tworzone w różnych dialektach języka arabskiego. Abboud słynie z tego, że jej utwory zawierają liczne odwołania do libańskiego folkloru. Należy także do syndykatu profesjonalnych artystów w Libanie (ang.: Syndicate of Professional Artists in Lebanon).